# かいじゅうたちのいるところ
『かいじゅうたちのいるところ』（Where the Wild Things Are）は、モーリス・センダックの絵本。1963年出版。翌年、コールデコット賞（Caldecott Medal）受賞。世界中で約2000万部売れている。
日本では1966年に『いるいる おばけが すんでいる』というタイトルでウエザヒル出版から最初に翻訳された。このときの本文は七五調であった。
1975年、神宮輝夫による新訳が冨山房より出版された。『かいじゅうたちのいるところ』という訳題は、この時に神宮によってつけられたものである。神宮によると、原題の「Wild Things」をどう翻訳するか思案の末に、子どもが読みやすくて言いやすく、絵のイメージにも合う「かいじゅう」にしたという。この神宮による翻訳は約100万部のベストセラーとなっている。

## あらすじ
オオカミの着ぐるみを着たマックスはイタズラで大暴れ。母親に叱られても反省の色もなく、とうとう夕食抜きで自室に閉じ込められてしまう。しかし部屋にはみるみるうち不思議な森や海が広がり、長い長い航海のすえマックスは恐ろしい「かいじゅう」の国に至る。しかしマックスはそんな「かいじゅう」を従え、王様となった。自分の思い通りになるこの世界で彼らと楽しいひとときを過ごすが、やがて家が恋しくなり自分の部屋へ戻る。そこには夕食がまだ温かいまま置かれていた。

## 脚色

### 映像作品
- 1973年、ジーン・ダイッチ監督による7分の短編アニメが制作されている。日本ではヤマハミュージックアンドビジュアルズより発売されていた『世界絵本箱』シリーズの一作としてリリースされた。他の世界絵本箱シリーズ同様、長らくネット配信はされていなかったが、絵本・児童書の情報サイト・絵本ナビのプレミアムサービスにて独占配信されている[2]。
- ディズニー在籍時、ジョン・ラセターとグレン・キーンは、CGと手書きアニメを融合させた実験作として本作の短編映像を制作している。
- 2010年1月15日には、スパイク・ジョーンズ監督による実写による長編映画『かいじゅうたちのいるところ』が公開された。

### 舞台作品
- オリヴァー・ナッセンによるオペラも作曲されている。

### アトラクション
- 1999年6月16日にアメリカ・サンフランシスコでオープンした複合商業施設メトレオンには、かつて、本作を元にした子供向け遊具エリアが存在した。
- 2000年4月21日に東京都港区台場にオープンした複合商業施設メディアージュにも、かつて、本作の世界を再現したアトラクションが存在した。